# Himmet (Vorname)
Himmet ist ein türkischer männlicher Vorname arabischer Herkunft.
Er bedeutet unter anderem Bemühen/Arbeit, Wille(nskraft), Hilfe oder Wirksamkeit eines Heiligen/eines Weisen.

## Namensträger
- Muhammed Himmet Ertürk (* 1994), türkischer Fußballspieler